# Pravni leksikon
Pravni leksikon u izdanju Leksikografskog zavoda Miroslav Krleža iz 2007. godine, prvo je opće leksikografsko djelo na hrvatskom jeziku koje sustavno obrađuje pravo i pravnu znanost. 
Leksikon pruža iscrpan pregled pravne znanosti, njezinih grana, disciplina, kategorija i teorija, povijesti prava i pravnih sustava, hrvatske pravne povijesti i suvremenog državnopravnog sustava, njegovih izvora, instituta, pojmova i pojava. Daje uvid u hrvatski državni i pravni sustav te europsko pravo i demokratsko iskustvo, te ujedno prati Europske unije, uspoređuje programe svjetskih globalizacija i europskih integracija sa stajališta hrvatskih interesa. U Leksikonu se nalaze i nužni podaci te činjenice o pravnim povjesničarima, teoretičarima i državnim reformatorima čija djela su postala opća dobra, nezaobilazna za razvoj prava i pravne znanosti. U člancima o znamenitim hrvatskim pravnicima uz biografske podatke navedena su i njihova glavna djela ili ostvarenja u struci ili pak prinos u nastavnoj djelatnosti.
Pravni leksikon pouzdan je vodič i strukovni podsjetnik, namijenjen pravnicima, sucima, odvjetnicima, državnim službenicima, javnim djelatnicima, nastavnicima i studentima, ali i svima koji se u svome profesionalnom radu susreću s pravnim pitanjima i propisima. 

## O Izdanju:
- Godina izdanja: 2007

- Glavni urednik: Vladimir Pezo

- Broj članaka: 1500

- Broj stranica: 1872

## Vanjske poveznice
- Leksikografski zavod Miroslav Krleža  Arhivirana inačica izvorne stranice od 29. svibnja 2010. (Wayback Machine)